# Pauropsylla deflexa
Pauropsylla deflexa är en insektsart som beskrevs av Uichanco 1919. Pauropsylla deflexa ingår i släktet Pauropsylla och familjen spetsbladloppor.
Artens utbredningsområde är Filippinerna. Inga underarter finns listade i Catalogue of Life.